# Dejen jugar al Moreno
Dejen Jugar al Moreno  fue un partido político Colombiano, fundado por Carlos Moreno de Caro, para participar en las  Elecciones legislativas de Colombia de 2002.

## Historia
Dejen Jugar al Moreno  fue un proyecto político del entonces senador Carlos Moreno de Caro quien inició su vida política con el conservador antioqueño J. Emilio Valderrama a comienzos de los noventa.
En 1994 se lanza por primera vez como candidato a la alcaldía de Bogotá con su movimiento Defensa Ciudadana termina de tercero con 25.000 votos. Cuatro años después, Moreno se presentó nuevamente a la alcaldía de Bogotá. Y en esta campaña,  Carlos Moreno de Caro fue acusado de usar la Universidad del Trabajo, fundada y dirigida por el, para realizar obras comunitarias que luego eran atribuidas a Defensa Ciudadana. Estudiantes de la universidad denunciaron públicamente que se les ofrecía cambiar proyectos académicos por actividades como barrer calles y tapar alcantarillas.
Finalmente, la universidad perdió su personería jurídica por múltiples irregularidades en los programas académicos.  Carlos Moreno de Caro aseguró que todo se debía a una persecución política en contra de su candidatura a la alcaldía de Bogotá.
En esas elecciones Moreno fue derrotado por Enrique Peñalosa. Para las elecciones legislativas del siguiente año, fue elegido senador, obteniendo la tercera mejor votación, cerca de 130.000 votos. En el año 2000,  Carlos Moreno de Caro renunció a su curul para presentarse nuevamente como candidato a la alcaldía de Bogotá. Sin embargo, ese mismo año desistió de su aspiración y encabezó una lista al Concejo de Bogotá con el movimiento Dejen Jugar al Moreno.
Con su nuevo movimiento Dejen Jugar al Moreno, obtuvo una de las más altas votaciones, pero seis meses después de tomar posesión en el cabildo distrital del Concejo de Bogotá, renunció para iniciar su campaña al Senado en las Elecciones legislativas de Colombia de 2002 y lo reemplazó el segundo reglón. En ese año fue elegido como senador otra vez pero su votación bajó a 70.000 votos.
Su partido lanzó una lista al Concejo de Bogotá en las Elecciones locales de Bogotá de 2003, encabezada por Isaac Moreno, su hermano. La lista obtuvo 2 curules y 47.515 votos. Moreno se ha caracterizado por ser un congresista excéntrico y fue un gran aliado político del ex - presidente Álvaro Uribe en el Congreso.